# نیروی دلتا: آخرین عملیات
نیروی دلتا: آخرین گشت (انگلیسی: Delta Force One: The Lost Patrol) یک فیلم اکشن آمریکایی که در سال ۲۰۰۰ به صورت فیلم ویدئویی عرضه شد. این فیلم توسط جوزف زیتو کارگردانی شده است.

## داستان
واحد فرماندهی نخبگان باید یک نیروی اسیر را از یک فروشنده بین المللی اسلحه بی رحم نجات دهد. 